# Powiat chełmski
Powiat chełmski – powiat w Polsce (województwo lubelskie), utworzony 1 stycznia 1999 roku w ramach reformy administracyjnej. Jego siedzibą jest miasto Chełm.
W skład powiatu wchodzą:
- gminy miejskie: Rejowiec Fabryczny
- gminy miejsko-wiejskie: Rejowiec, Siedliszcze
- gminy wiejskie: Białopole, Chełm, Dorohusk, Dubienka, Kamień, Leśniowice, Rejowiec Fabryczny, Ruda Huta, Sawin, Wierzbica, Wojsławice, Żmudź
- miasta: Rejowiec Fabryczny, Rejowiec, Siedliszcze

## Demografia
Liczba ludności (dane z 30 czerwca 2005):
|        | Ogółem | Ogółem | Kobiety | Kobiety | Mężczyźni | Mężczyźni |
| osób   | %      | osób   | %       | osób    | %         |           |
| ------ | ------ | ------ | ------- | ------- | --------- | --------- |
| Ogółem | 73 709 | 100    | 37 276  | 50,57   | 36 433    | 49,43     |
| Miasto | 4569   | 6,20   | 2353    | 3,19    | 2216      | 3,01      |
| Wieś   | 69 140 | 93,80  | 34 923  | 47,38   | 34 217    | 46,42     |

▶Wieś vs ▶miasto
Ogółem (▶k, ▶m)
Miasto (▶k, ▶m)
Wieś (▶k, ▶m)

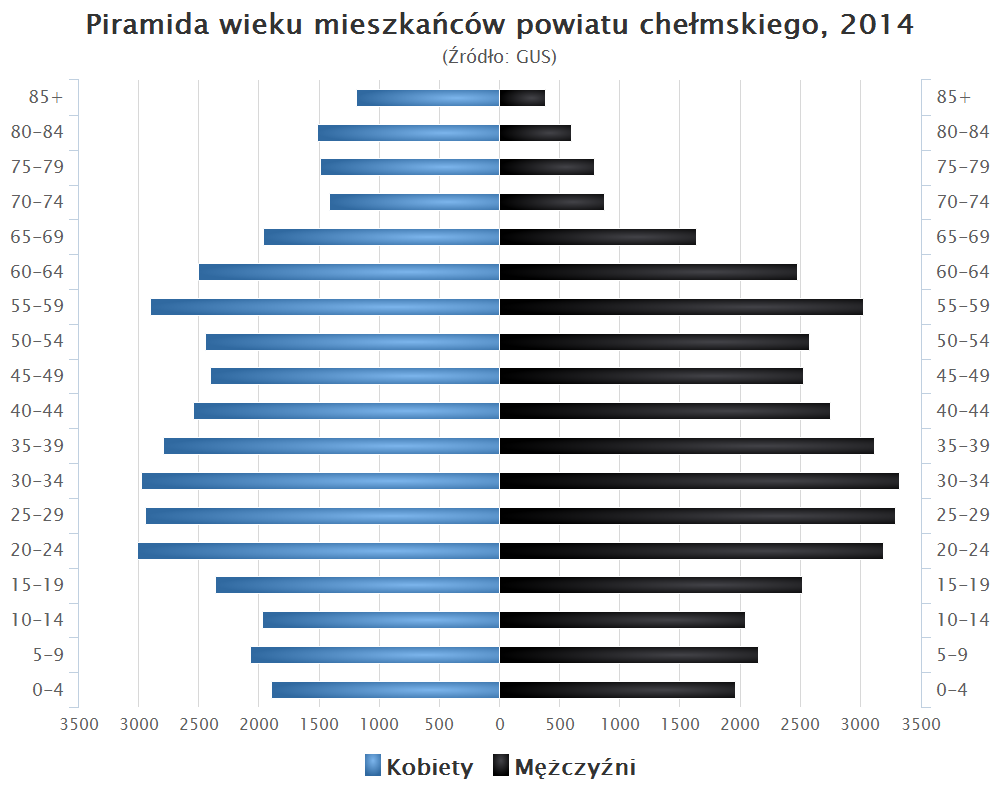
Piramida wieku mieszkańców powiatu chełmskiego w 2014 roku

Według danych z 31 grudnia 2019 roku powiat zamieszkiwało 78 014 osób. Natomiast według danych z 30 czerwca 2020 roku powiat zamieszkiwały 77 752 osoby.

## Stopa bezrobocia
We wrześniu 2019 liczba zarejestrowanych bezrobotnych wynosiła 3 400 osób, a stopa bezrobocia 11,3%

## Starostowie chełmscy
Na podstawie źródła:
- Adam Rychliczek (20 listopada 1998 – 8 lutego 2001)
- Kazimierz Stocki (9 marca 2001 – 3 lutego 2011)
- Paweł Ciechan (3 lutego 2011 – 1 grudnia 2014)
- Piotr Deniszczuk (1 grudnia 2014 – nadal)

## Sąsiednie powiaty
- Chełm (miasto na prawach powiatu)
- powiat hrubieszowski
- powiat zamojski
- powiat krasnostawski
- powiat świdnicki
- powiat łęczyński
- powiat włodawski